# Градине
Вижте пояснителната страница за други значения на Градина.
Градине или Градинье, срещано и като Градина или Градини (на сръбски: Градиње или Gradinje), е село в Западните покрайнини, община Цариброд, Пиротски окръг, Сърбия. Край селото се намира сръбският граничен контролно-пропускателен пункт Градина.

## География
Селото се намира на около пет километра на изток от Цариброд. Старата част се нарича Горно Градинье, а новата, която се намира край пътя София-Ниш – само Градинье.

## История
Селото се споменава като Гърадине в османотурски данъчен регистър на джелепкешаните от 1576 година. Един местен жител – Чуче Илин, дължи налог от 35 овце.
Според резултатите от преброяването в Княжество България от 1888 година Градинье е част от Царибродската градска община и има 653 жители, от които 334 мъже и 319 жени.
След Първата световна война селото е присъединено към Кралство Югославия. На 2 март 1923 г. на новоустановената сръбско-българска граница избухва инцидент, предизвикан от сръбски войници, намиращи се по постовете на село Градине срещу българския пост № 9. Инцидентът е обусловен от конфликт между местни жители и представители на сръбската власт в селото – учител и секретар-бирник.
През 2002 г. населението му е 204 души, докато през 1991 г. е било 250 души. В селото живеят предимно българи.

## Личности
Родени в Градине
- Алекси Минчев Цонев, български военен деец, младши подофицер, загинал през Първата световна война[6]